# Odeon (editură)
Odeon a fost o editură cehoslovacă și ulterior cehă. Astăzi, acest nume este folosit ca marcă comercială a grupului editorial Euromedia Group.

## Editura interbelică Odeon
Editura Odeon a fost fondată în 1925 de către Jan Fromek, un librar care s-a împrietenit cu mai multe personalități ale avangardei interbelice cehoslovace. Jindřich Honzl, Jindřich Štyrský și Vítězslav Nezval au fost unii dintre primii autori care au fost publicați. Cea mai faimoasă colecție a fost seria Edice Odeon, dar au avut succes și edițiile bibliofile sau ediția specială de poezie. Editura a tipărit Revue Devětsil (ReD), redactată de Karel Teige, creatorul logo-ul companiei și al mai multor coperți de carte. Fromek a susținut semnificativ presa de stânga, publicând, de exemplu, ziare și reviste ale Cominternului. Editura și-a încetat activitatea în anul 1940, deoarece Fromek a trebuit să se ascundă din motive politice. După război, el a divorțat și soția lui, care datorită zestrei ei, a putut susține financiar editura, a încercat să conducă singură afacerea. Odeon a încetat să mai existe ca urmare a naționalizării companiilor particulare în anul 1949.

## Editura de stat Odeon
În anul 1953, ca urmare a reorganizării activității de publicare și distribuire a publicațiilor neperiodice din Cehoslovacia, a fost înființată editura Státní nakladatelství krásné literatury, hudby a umění (SNKLHU) care avea sarcina de a publica cărți și reviste din anumite domenii specifice. În anul 1961 s-a desprins din SNKLHU un departament de carte muzicală, care a devenit o editură separată cu numele Státní hudební vydavatelství (SHV), redenumită mai târziu Supraphon, iar SNKLHU a fost redenumită Státní nakladatelství krásné literatury a umění (SNKLU). În anul 1966 a primit numele poetic Odeon, cu referire la editura din timpul Primei Republici Cehoslovace. A fost preluat logo-ul realizat de Karel Teige.
Editura a fost renumită pentru publicarea de traduceri de calitate în limba cehă a unor opere literare internaționale, în special ale autorilor contemporani. Începând din anul 1953 a publicat (începând cu volumul 57) colecția Světová četba, care a început să fie tipărită în anul 1948 de editura Svoboda, unde au apărut primele 56 de volume; editura a publicat peste 500 de volume sub numele SNKLHU, SNKLU și Odeon în cei patruzeci de ani de activitate. Au fost publicate, de asemenea, cărți cu specific artistic (picturi și fotografii), studii de teorie literară și de estetică. A primit numeroase premii pentru cărțile publicate.
După 1989 editura nu a făcut față noilor condiții economice și în anul 1994 a intrat în lichidare.

## Marca Odeon după desființarea editurii de stat
După mai multe încercări de relansare, marca a fost cumpărată în anul 1999 de concernul editorial Euromedia Group, care publică mai multe colecții de ficțiune sub numele Odeon.

## Traduceri din limba română
Editura Odeon a publicat traducerile în limba cehă ale unor opere literare importante din limba română precum Legende sau basmele românilor (1975) de Petre Ispirescu, Pseudo Kinegheticos (1960) de Al. Odobescu, Duios Anastasia trecea (1975) de Dumitru Radu Popescu, Ion (1980) și Răscoala (1984) de Liviu Rebreanu, Hanu-Ancuței (1974) de Mihail Sadoveanu, Mara (1973) de Ion Slavici, Costandina (1966) și Pădurea nebună (1972) de Zaharia Stancu, 11 elegii (1969) de Nichita Stănescu, Ulița copilăriei (1977) de Ionel Teodoreanu.

## Legături externe
- http://www.odeon-knihy.cz/
- Odeon v almanachu Labyrint
- Rozhovor s šéfredaktorem Odeonu Jindřichem Jůzlem "o tradici značky a jejím dnešním obsahu"[nefuncțională]
, Literární noviny 2009